# Arnošt Bavorský (1373–1438)
Arnošt Bavorský (1373 Mnichov – 2. července 1438 Mnichov) byl od roku 1397 vévodou z Bavorska-Mnichova.

## Život
Arnošt se narodil jako syn vévody Jana II. a vládl Bavorsku-Mnichovu společně se svým mladším bratrem Vilémem III.
V letech 1396 a 1410 potlačil vzpouru občanů Mnichova a v roce 1402 donutil svého strýce Štěpána III. k omezení jeho moci v Bavorsku-Ingolstadtu. Později Arnošt několikrát úspěšně bojoval proti vévodům Bavorska-Ingolstadtu, Štěpánovi III. a jeho synovi Ludvíkovi VII., a to jako spojenec Jindřicha XVI. z Bavorska-Landshutu. Arnošt byl členem společnosti Sittichgesellschaft, svazu nepřátel Ludvíka VII.
Po vymření wittelsbašských vévodů z Bavorska-Straubingu, hrabat z Holandu a Hainaultu, bojoval Arnošt a jeho bratr Vilém s Jindřichem a Ludvíkem, ale nakonec v roce 1429 získali jen polovinu Bavorska-Straubingu včetně města Straubing.
Jako spojenec Lucemburků Arnošt podporoval svého sesazeného švagra Václava IV. proti novému římskému králi Ruprechtovi, který pocházel ze starší větve rodu Wittelsbachů, stejně jako Arnošt.
Když se Arnoštův syn Albrecht III. v roce 1432 tajně oženil s Anežkou Bernauerovou, nařídil Arnošt její zavraždění. Žena byla obviněna z čarodějnictví a vhozena do řeky Dunaj, kde se utopila. Občanská válka s jeho synem nakonec skončila usmířením.
Vévoda Arnošt zemřel 2. července 1438 a byl pohřben ve Frauenkirche v Mnichově.

## Manželství a potomci
26. ledna 1395 se asi dvaadvacetiletý Arnošt ve městě Pfaffenhofen an der Ilm oženil s o rok mladší Alžbětou Visconti, dcerou milánského vládce Bernaba Viscontiho. Spolu měli manželé čtyři děti:
- Albrecht III. Bavorský (23. března 1401 – 29. února 1460)
- Beatrix Bavorská (1403 – 12. března 1447)
- Alžběta Bavorská (1406 – 5. března 1468)
- Amálie Bavorská (1408–1432)